# Korea Aerospace Research Institute

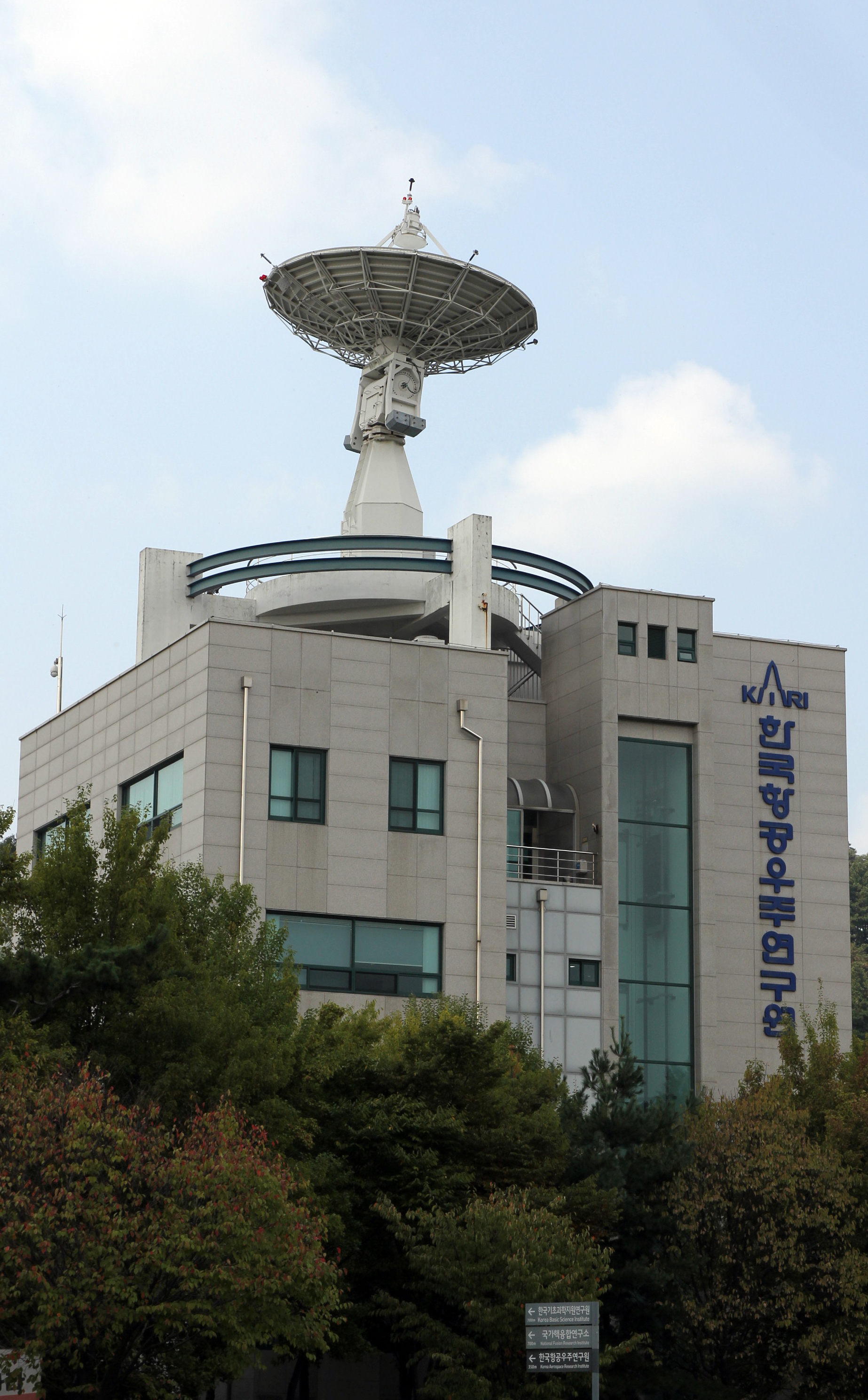
Korea Aerospace Research Institute

Das Korea Aerospace Research Institute (KARI) ist die Luft- und Raumfahrtagentur Südkoreas.
Das KARI wurde am 10. Oktober 1989 gegründet. Seit Aufnahme Südkoreas in die IAEO 1992 konzentriert sich die Forschungsarbeit hauptsächlich auf die Raumfahrttechnologie.
Das Hauptzentrum des KARI liegt in der Stadt Daejeon, Daedeok Science Town. Im Jahr 2012 belief sich der Haushalt von KARI auf 296 Milliarden Won. Dies ist ein geringerer Anteil des Bruttoinlandsprodukts als in anderen Raumfahrnationen.
Projekte der KARI sind z. B. die Trägerrakete Korea Space Launch Vehicle, die Erdbeobachtungssatelliten der KOMPSat-Serie sowie ein Programm zur Erforschung des Mondes. Dazu wurde am 4. August 2022 die Raumsonde Danuri gestartet, die seit Dezember 2022 den Mond umkreist. 

## Koreanisches Astronautenprogramm
Am 25. Dezember 2006 wurden die beiden südkoreanischen Kandidaten für einen Flug mit dem Raumschiff Sojus TMA-12 zur Internationalen Raumstation (ISS), ein Mann und eine Frau, während einer Veranstaltung im SBS-Fernsehzentrum in Dongchon-dong in Seoul ausgewählt. Vorausgegangen war ein Auswahlprozess aus insgesamt 36.000 Bewerbern.
- Yi So-yeon (28, Wissenschaftlerin am Korea Advanced Institute of Science and Technology)
- Ko San (30, Wissenschaftler bei Samsung Advanced Institute of Technology)

Dieses Siegerpaar hat ab dem Frühjahr 2007 am Juri-Gagarin-Kosmonautentrainingszentrum in der Nähe von Moskau ein 15-monatiges Astronautentraining durchlaufen. Zuerst wurde Ko San zum Flug ausgewählt. Am 10. März wurde der Austausch der Kandidaten bekannt gegeben. Während der Ausbildung hatte Ko San sich Zugang zu Dokumenten über die Sojus-Steuerung verschafft, was nach den Bestimmungen für ausländische Kandidaten unzulässig ist. Somit ist im April 2008 die Koreanerin Yi So-yeon an Bord von Sojus TMA-12 zur Internationalen Raumstation geflogen, um dort für ungefähr acht Tage wissenschaftliche Experimente durchzuführen.
Die acht anderen Finalisten waren:
- Park Ji-young (23, Studentin am Korea Advanced Institute of Science and Technology)
- Yun Seok-oh (29, Angestellter an der Hanyang University)
- Lee Jin-young (36, Pilot in der südkoreanischen Luftwaffe)
- Jang Joon-sung (25, Polizist in der Nambu-Polizeistation in Bucheon)
- Ryu Jeong-won (33, Leitender Angestellter bei IT Magic Co.)
- Lee Han-gyu (33, Wissenschaftler bei Samsung SDI)
- Choi Ah-jeong (24, Studentin an der Staatlichen Universität Seoul)
- Kim Young-min (33, Wissenschaftler am Korea Basic Science Institute)